# Phạm Quý Tỵ
Phạm Quý Tỵ (sinh 1953) là đại biểu Quốc hội Việt Nam khóa X. Ông thuộc đoàn đại biểu Bắc Giang khoá XII. Hiện ông đang là giảng viên bộ môn Luật Hiến pháp tại trường Đại học Luật Hà Nội.

## Tiểu sử
Phạm Quý Tỵ sinh ngày 2 tháng 5 năm 1953, người dân tộc Kinh, không theo tôn giáo nào, quê quán tại xã Nham Sơn, huyện Yên Dũng, tỉnh Bắc Giang.
Ông có bằng Cử nhân Luật, Tiến sĩ Luật và bằng Cử nhân chính trị.
Ngày 1/9/1972, ông gia nhập Đảng Cộng sản Việt Nam.
Phạm Quý Tỵ từng là đại biểu Quốc hội Việt Nam khóa 10 tỉnh Bắc Giang, Chánh án Tòa án nhân dân tỉnh Bắc Giang, Ủy viên Uỷ ban Pháp luật của Quốc hội khóa 10. Lúc này trình độ của ông là Cử nhân Luật
Phạm Quý Tỵ từng là đại biểu Quốc hội Việt Nam khóa 11 thành phố Hà Nội, Chánh án Tòa án nhân dân thành phố Hà Nội, Uỷ viên Uỷ ban Pháp luật của Quốc hội khóa 11. Lúc này trình độ của ông là Tiến sĩ Luật.
Phạm Quý Tỵ từng là đại biểu Quốc hội Việt Nam khóa 12 tỉnh Bình Dương (chuyên trách Trung ương),Phó chủ nhiệm Ủy ban Tư pháp của Quốc hội khóa 12. Lúc này ông có bằng Tiến sĩ luật.